# تاريخ إقليم المحيط الهندي البريطاني
تاريخ إقليم المحيط الهندي البريطاني يعود لأواخر القرن 18 مع أول استيطان للجزر من طرف الأفارقة والهنود. بين 1968 و 1973 تم إفراغ الجزر من السكان الذين انتقلوا إلى موريشيوس وجزر سيشل، وإلى اليوم لا يزال أولئك السكان يحاولون العودة إلى إقليم المحيط الهندي البريطاني.

## ما قبل الاستعمار البريطاني
على الرغم من أن الجزر كانت معروفة لسكان جزر المالديف، لم يقيموا بها مستوطنات دائمة نظرا لبعد المسافة.
تم اكتشاف الجزر من طرف الأوروبيين لأول مرة في أوائل القرن 16 م على يد بعض المستكشفين البرتغال مثل فاسكو دي غاما، ونظرا لموقعها الاستراتيجي على خطوط التجارة الدولية أصبحت محط اهتمام القوى الأوروبية. في أواخر القرن 18م استولت فرنسا على أرخبيل تشاغوس وجزر سيشل بصفتها تبعيات لموريشيوس، وفي 1793 بدأت بترحيل العبيد من إفريقيا والهند للعمل في الأرخبيل لإنتاج جوز الهند.

سلمت فرنسا الجزر بالإضافة إلى موريشيوس (التي كانت تتضمن جزر سيشل) سنة 1814 إثر معاهدة باريس.

## عهد الاستعمار البريطاني

علم إقليم المحيط الهندي البريطاني

تحت الاستعمار البريطاني، كانت جزر أرخبيل تشاغوس تتم إدارتها من موريشيوس. ومع مرور الوقت، تحول العبيد الأفارقة بالجزر إلى موظفين لمالكي جوز الهند، وكان يتم تحويلهم من جزيرة إلى جزيرة حسب ظروف العمل.

سنة 1965 تم تأسيس «إقليم المحيط الهندي البريطاني» من طرف المملكة المتحدة، والذي تضمن أرخبيل تشاغوس وثلاث جزر من السيشل:ألدابرا ، فارقوهار وديروش، والتي تمت إعادتها إلى جزر سيشل سنة 1976. الهدف من هذا كان إقامة محطة بريطانية-أمريكية عسكرية في المحيط الهادي لتوازن القوى العسكرية السوفياتية في المنطقة. هذا وبالإضافة إلى تدهور زراعة جوز الهند، أدت بالبريطانيين إلى ترحيل جميع سكان الأرخبيل (و الذين كانوا يقدرون ب2,000) إلى موريشيوس أو جزر القمر بين 1967 و 1973، بالإضافة لعدد صغير منهم ذهبوا إلى المملكة المتحدة.

سنة 2000، أعطت المحكمة البريطانية العليا الحق لكل التشاغوسيين بالعودة إلى جزرهم الأم باستثناء دييغو غارسيا، وقوبل هذا القرار بالرفض من طرف المسؤولين العسكريين البريطانيين والأمريكيين بالإقليم. وفي 2010، أعلنت الحكومة البريطانية عن رغبتها في تأسيس محمية مائية مساحتها 544,000 كلم مربع حول إقليم المحيط الهندي البريطاني، بحيث تمنع فيها كل أنشطة الصيد، ورد التشاغوسيون على ذلك بأنه، في حالة عودتهم إلى ديارهم، سيحرمون مصدر عيشهم الوحيد إذا ما تم تحقيق هذا المشروع.